# Sirmar Antunes
Sirmar Antunes (Porto Alegre, 28 de outubro de 1955 — Porto Alegre, 6 de agosto de 2022) foi um ator brasileiro.

## Biografia
Nascido em Porto Alegre, capital do Rio Grande do Sul, Sirmar Antunes iniciou sua carreira artística como ator de teatro nos anos 1970. 
Sirmar era chamado  de "operário das artes" porque desempenhou, na sua carreira artística, funções como iluminador e diretor. Ele retratou parte da história do povo e dos artistas negros no Rio Grande do Sul.
No cinema, integrou o elenco de obras clássicas como O Dia em que Dorival Encarou a Guarda,  Netto Perde sua Alma e Lua de Outubro, e era considerado o símbolo dos lanceiros negros. No 49º Festival de Cinema de Gramado, recebeu o troféu Leonardo Machado pela sua carreira no cinema gaúcho. "Com este prêmio, pretendemos fazer jus à inestimável contribuição de Sirmar Antunes para o cinema gaúcho: um ícone, cuja história se confunde à de nosso cinema e cuja imagem está eternizada em tantas obras que marcam nossa produção", justificou o júri do evento.

## Cinema
- 2018 - Cidade Dormitório, de Evandro Berlesi [5]